# Devotos
Devotos est un groupe brésilien de punk rock, originaire de Recife, au Pernambouc. Le groupe avait et a toujours sa base dans le quartier populaire qui a aussi beaucoup de problèmes sociaux et où beaucoup de gens travaillent pour améliorer leurs conditions qui se trouve dans les collines de Recife, appelé Alto José do Pinho. En 2000, le groupe change de nom pour devenir Devotos.

## Histoire
La créativité de Neilton s'étend à la pochette des albums du groupe et à la conception de leur site web. Le groupe fabrique les étuis de ses instruments et les enceintes de ses amplificateurs, et n'achète que ce qu'il ne peut pas faire lui-même. Ils n'achètent que ce qu'ils ne peuvent pas fabriquer eux-mêmes, mais ils ne le font pas par privation. Au contraire, Neilton déclare : « Je n'éprouve pas d'angoisse à ce sujet. J'éprouve du plaisir et de la fierté à l'avoir fait et à voir mon art exposé, à voir mon travail se matérialiser, mon idée se réaliser ». Neilton a pu acheter des guitares Fender et Gibson Les Paul et des amplificateurs Marshall lorsque le groupe est devenu connu, mais il a toujours ressenti le besoin de jouer avec la perception qu'ont les gens des marques. Il achète donc une guitare électrique bon marché, enlève tout, y compris les frettes, la remodèle selon son propre style, l'appelle Robson et commence à l'utiliser lors de ses concerts. Très vite, les gens admirent leur son et demandent où ils peuvent en acheter une.
Au fil du temps, les relations du groupe avec la communauté se sont améliorées, car ils ont démontré leur engagement en attirant l'attention de la presse sur de nombreux autres groupes et en encourageant la création d'une ONG appelée Alto Falante (un jeu de mots, Alto étant leur quartier à Recife), qui réalise des projets culturels et sociaux,.
En 2022, le groupe sort Punk Reggae, avec des influences de rythmes jamaïcains. Le premier single de l'album est Nossa história, sort le 30 juin 2021. L'album sort en mars 2022 ; ce même mois, le groupe sort le single Dança das Almas, avec la participation de l'auteur-compositeur-interprète Chico César. Le premier single du groupe sort en septembre 2022. En septembre 2022, le groupe participe au concert de Black Pantera sur la scène Sunset du festival Rock in Rio,,,. Le 10 septembre 2022, le groupe joue au festival 1, 2, 3, 4 - Punk is Still Very Much Alive, qui se tient au Sesc São Paulo sur l'Avenida Paulista, aux côtés des groupes As Mercenárias et Black Pantera. Deux ans plus tard, l'album Devotos ao vivo no Sesc Avenida Paulista est tiré de cette performance le 10 septembre,.
En 2024, le groupe compte huit albums : Agora tá Valendo (BMG, 1997), Devotos (Rockit!, 2000), Hora da Batalha (indépendant, 2003), Sobras da Batalha EP (indépendant, 2004 - uniquement en téléchargement), Flores Com Espinhos Para o Rei (indépendant, 2006) et Devotos 20 anos (indépendant, 2009 - premier album live, commémorant le 20e anniversaire du groupe), ainsi que deux compilations : Victoria (2010) et Demos e Raridades, toutes deux uniquement en vinyle.

## Discographie

### Albums studio
- 1997 : Agora tá Valendo
- 2000 : Devotos
- 2003 : Hora da Batalha
- 2004 : Sobras da Batalha (EP)
- 2006 : Flores com Espinhos Para o Rei
- 2012 : Póstumos[17]
- 2018 : O Fim Que Nunca Acaba
- 2022 : Punk Reggae

### Albums live
- 2006 : Devotos 20 anos - Ao Vivo
- 2024 : Sessões Selo Sesc #12: Devotos[18]

### Compilations
- 2010 : Victoria[19]
- 2011 : Demos e Raridades[20]